# Odinadiplosis odinae
Odinadiplosis odinae är en tvåvingeart som beskrevs av Mani 1935. Odinadiplosis odinae ingår i släktet Odinadiplosis och familjen gallmyggor. Inga underarter finns listade i Catalogue of Life.